# 三十国春秋
《三十国春秋》，南梁梁元帝之子萧方等编著的两晋十六国的纪传体史书。《玉海》引《中興書目》：“（蕭）方等採削諸史，以晉為主，附列漢劉淵以下二十九國，又上取吳孫皓，事起宣帝迄恭帝。”
记载时间从魏明帝到晋安帝，共三十卷。以晋朝为主，附录曹魏、汉（刘渊）、前赵、成汉、前凉、后赵、前燕、前秦、后燕、后秦、西秦、后凉、南凉、南燕、西凉、北凉、夏、北燕、前仇池、后仇池、宕昌、邓至、冉魏、西蜀、桓楚、翟魏、代、西燕、北魏29国，故稱。
原书已经亡佚，现有清朝汤球的辑本。

## 三十国
1. 曹魏
2. 晋朝
3. 汉（刘渊）
4. 前赵
5. 成汉
6. 前凉
7. 后赵
8. 前燕
9. 前秦
10. 后燕
11. 后秦
12. 西秦
13. 后凉
14. 南凉
15. 南燕
16. 西凉
17. 北凉
18. 夏
19. 北燕
20. 前仇池
21. 后仇池
22. 宕昌
23. 邓至
24. 冉魏
25. 西蜀
26. 桓楚
27. 翟魏
28. 代国
29. 西燕
30. 北魏